# Comunicación militar

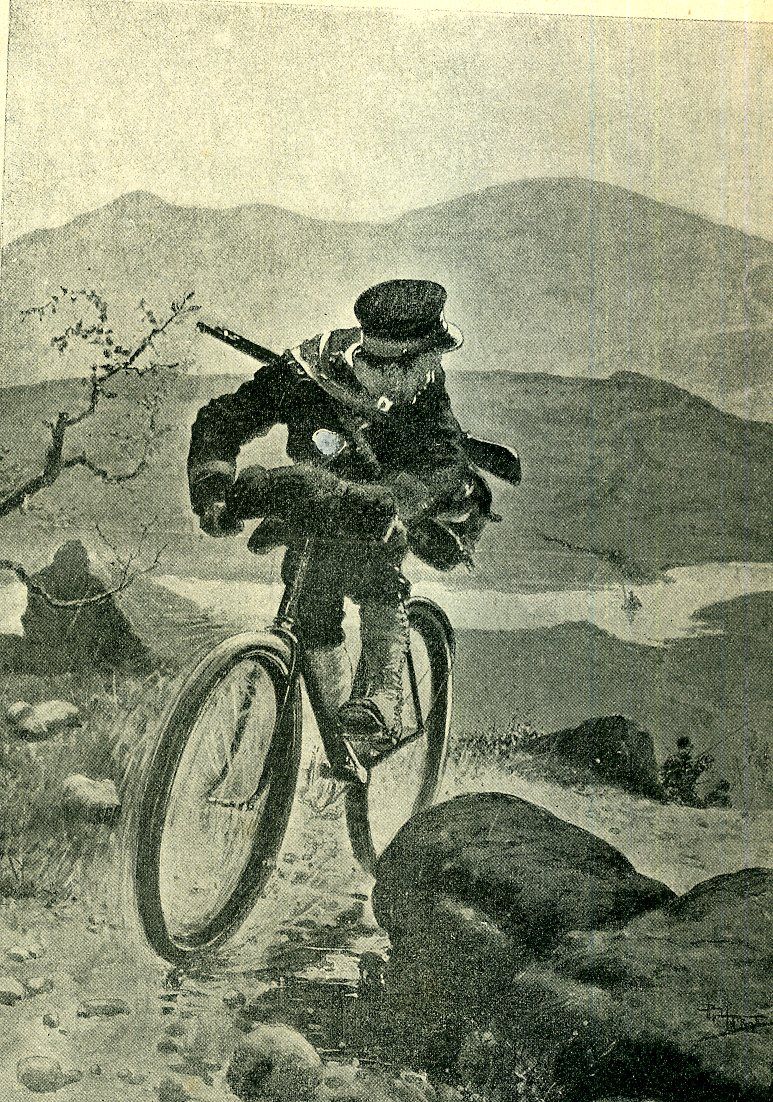
Mensaje militar, 1904.

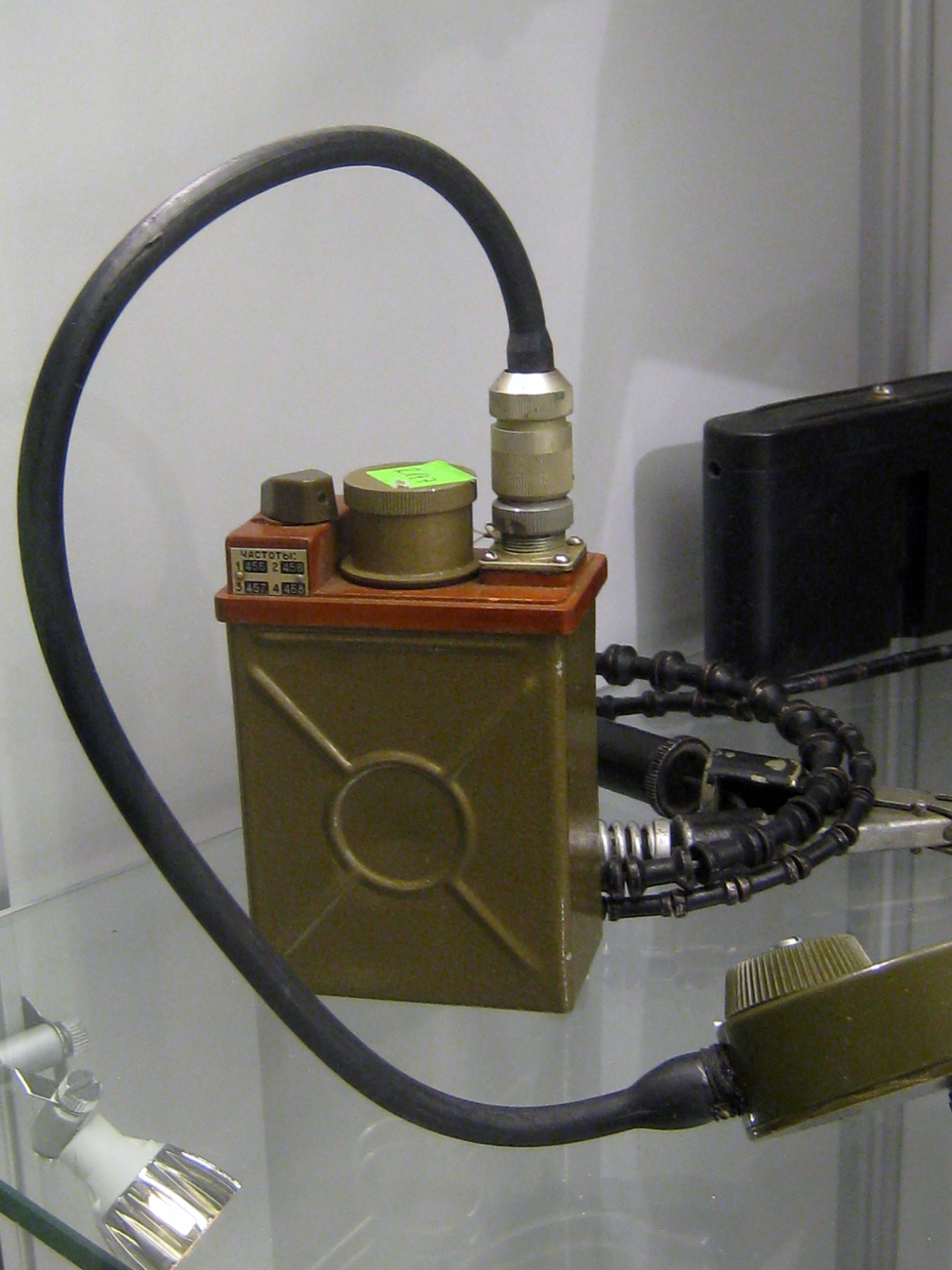
Equipo de radio soviético para pelotón R-147.

Las comunicaciones militares involucran todos los aspectos de las comunicaciones o el transporte de la información, por parte de las fuerzas armadas. Las comunicaciones militares han existido desde la prehistoria hasta el presente. Las primeras comunicaciones militares eran entregadas por humanos a pie. Posteriormente, las comunicaciones progresaron a señales luminosas y audibles, y luego avanzaron a la edad de la electrónica.
Ejemplos de comunicaciones militares incluyen texto, audio, facsímile, comunicaciones terrestres tácticas, microondas terrestres, sistemas y equipamiento de comunicaciones por dispersión troposférica, navales y de satélites, vigilancia y análisis de señales, codificación y seguridad y radiolocalización y perturbación.

## Historia
Las primeras comunicaciones militares involucraban el uso de mensajeros o el envío y recepción de señales simples (algunas codificadas para que no fuera posible reconocer el contenido). Las primeras tácticas distintivas de las comunicaciones militares fueron llamadas: «señales». Las unidades modernas que se especializan en estas tácticas usualmente son designadas como el «cuerpo de señales» o «telecomunicaciones». El sistema romano de comunicaciones militares (cursus publicus o cursus vehicularis) es un ejemplo temprano de esto. Posteriormente, los vocablos «señales» y «señalizador» se convirtieron en palabras que se refieren a una especialidad militar altamente distintiva que administra los métodos de comunicaciones en general (similar a aquellos de uso civil) más que con armas.
Las fuerzas militares actuales de una sociedad de la información conducen una intensa y complicada actividad de comunicaciones en forma diaria, usando modernos métodos de telecomunicaciones y de informática. Sólo una pequeña porción de estas actividades están relacionadas directamente a acciones de combate.
Los conceptos modernos de guerra centrada en redes, descansan en métodos de comunicaciones y control orientados a las redes para hacer que las propias fuerzas sean más efectivas.

## Equipamiento militar para comunicaciones
Tambores, cuernos, banderas y jinete a caballo fueron algunos de los primeros métodos que los militares usaron para enviar mensajes a lugares alejados.
Muchas piezas modernas de equipo militar de comunicaciones son construidos para codificar y decodificar las transmisiones y sobrevivir a tratamiento rudo en climas hostiles. Ellos usan diferentes frecuencias para enviar señales a otras radios o satélites.
Las comunicaciones militares son actividades, equipos, técnicas y tácticas usadas por los militares en algunas de las áreas más hostiles de la Tierra y en ambientes peligrosos como los campos de batalla, sobre tierra, submarina y también en el aire. Las comunicaciones militares incluyen funciones de comando, control y comunicaciones e inteligencia y se les conoce por el modelo C3I antes de que los computadores u ordenadores estuvieran totalmente integrados. El Ejército de Estados Unidos expandió el modelo a C4I cuando reconoció el rol vital jugado por el equipamiento de computadores automatizados para enviar y recibir grandes y voluminosas cantidades de datos.
La primera herramienta de las comunicaciones militares fue el automóvil de comunicaciones diseñado por la Unión Soviética en el año 1934 para enviar y recibir señales. Las señales eran codificadas para ayudar a prevenir que el enemigo interceptara e interpretara comunicaciones secretas. El advenimiento de señales distintivas llevó a la formación del cuerpo de señales, un grupo especializado en las tácticas de las comunicaciones militares. El cuerpo de señales evolucionó en una ocupación distintiva donde el señalero se convirtió en un trabajo altamente técnico que manejaba todos los métodos de comunicaciones disponibles incluyendo los civiles.[cita requerida]
En el mundo moderno la mayoría de las naciones intenta minimizar el riesgo de guerra causado por malas o inadecuadas comunicaciones al empujar los límites de la tecnología y sistemas de comunicación. Como un resultado, la comunicación militar es más intensa y complicada, y a menudo motiva el desarrollo de avanzada tecnología para sistemas remotos como los satélites y aeronaves, tanto tripuladas como no tripuladas, así como de los computadores. Los ordenadores y sus variadas aplicaciones han revolucionado las comunicaciones militares. Aunque la comunicación militar puede ser usada para facilitar la guerra, también apoya la obtención de inteligencia y la comunicación entre adversarios, y de esta forma previene la guerra.
Existen seis categorías de comunicaciones militares: los sistema de medidas de alerta, criptografía, sistemas de radios militares, control de mando nuclear, el cuerpo de señales y la guerra centrada en redes.
Los sistemas de medidas de alerta son varios estados de alerta o alistamiento de las fuerzas armadas alrededor del mundo durante un estado de guerra, acto de terrorismo o ataque militar contra un estado. Ellos son conocidos por diferentes acrónimos, tales como DEFCON (en inglés: Defense Readiness Condition, DEFCON), que es usado por las fuerzas armadas de Estados Unidos.
La criptografía es el estudio de los métodos de convertir mensajes en información disimulada no legible, a menos de conocer el método de decodificación. Este método de comunicación militar asegura que los mensajes lleguen a las manos correctas. La criptografía también es usada para proteger el dinero digital, firmas, administración de derechos digitales, derechos de propiedad intelectual y comercio electrónico seguro.
Las comunicaciones militares usan muchas clases de radios. Unos pocos ejemplos son ACP-131, AN/ARC-164, AN/ARC-5, el transmisor HWU, el Hallicrafters SX-28, SCR-197, SCR-203 y el radar SCR-270.